# بيت الدقري (الحيمة الخارجية)

تعديل مصدري - تعديل

بيت الدقري هي إحدى قرى عزلة الربع بمديرية الحيمة الخارجية التابعة لمحافظة صنعاء، بلغ تعداد سكانها 148 نسمة حسب تعداد اليمن لعام 2004.